# Piperia transversa
Piperia transversa là một loài thực vật có hoa trong họ Lan. Loài này được Suksd. miêu tả khoa học đầu tiên năm 1906.

## Hình ảnh

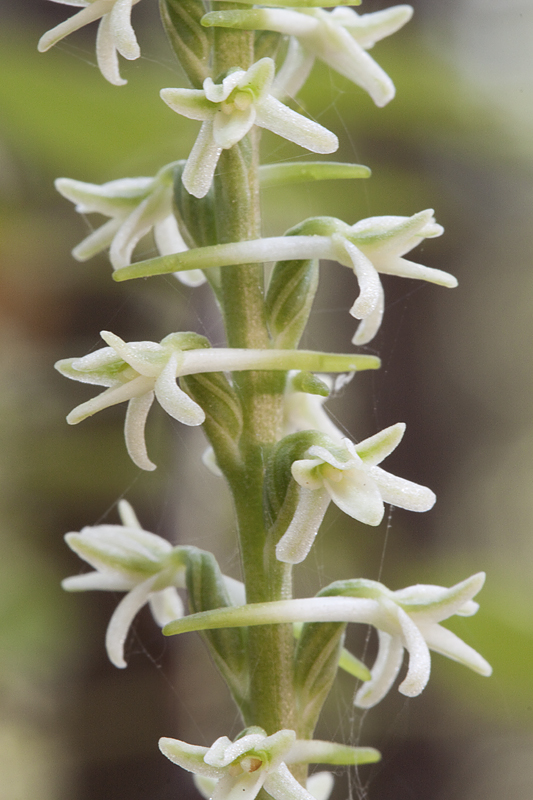